# NRW.BANK
NRW.BANK（エヌエルヴェー・バンク）は、ドイツ連邦共和国・ノルトライン＝ヴェストファーレン州（NRW州）の開発銀行である。本部はデュッセルドルフとミュンスターにある。

## 概要
根拠法はNRW州の2004年3月16日制定「NRW.BANK法」（Gesetz über die NRW.BANK）である。
以下の3つの分野を事業領域としている。
- 起業と成長（Gründen & Wachsen）
  - 起業
  - 中企業への資金供給
  - 輸出
- 居住と生活（Wohnen & Leben）
  - 居住
  - 自治体
  - インフラ
- 開発と保全（Entwickeln & Schützen）
  - 環境とエネルギー
  - 革新
  - 教育
  - 社会貢献